# Linhartice
Linhartice (německy Ranigsdorf) jsou obec v okrese Svitavy v Pardubickém kraji. Žije zde 616 obyvatel.

## Historie
První písemná zmínka o obci pochází z roku 1365 (villam Raynesdorf).

## Obyvatelstvo
| Rok            | 1869 | 1880 | 1890 | 1900 | 1910 | 1921 | 1930 | 1950 | 1961 | 1970 | 1980 | 1991 | 2001 | 2011 | 2021 |
| -------------- | ---- | ---- | ---- | ---- | ---- | ---- | ---- | ---- | ---- | ---- | ---- | ---- | ---- | ---- | ---- |
| Počet obyvatel | 773  | 883  | 909  | 846  | 820  | 748  | 710  | 575  | 606  | 575  | 589  | 588  | 602  | 624  | 590  |
| Počet domů     | 106  | 116  | 119  | 117  | 114  | 114  | 122  | 128  | 120  | 137  | 136  | 150  | 153  | 182  | 201  |

## Obecní správa

### Obecní symboly
Znak a vlajka byly obci uděleny rozhodnutím předsedy Poslanecké sněmovny Parlamentu České republiky dne 9. dubna 2002.

## Pamětihodnosti
- Rychta

## Osobnosti
- Anton Gromes (???– 1891), hospodář v Linharticích, zemský poslanec
- Franz Gromes (1808– 1908), rodák z Linhartic, dědičný rychtář v Gruně, zemský poslanec

## Galerie

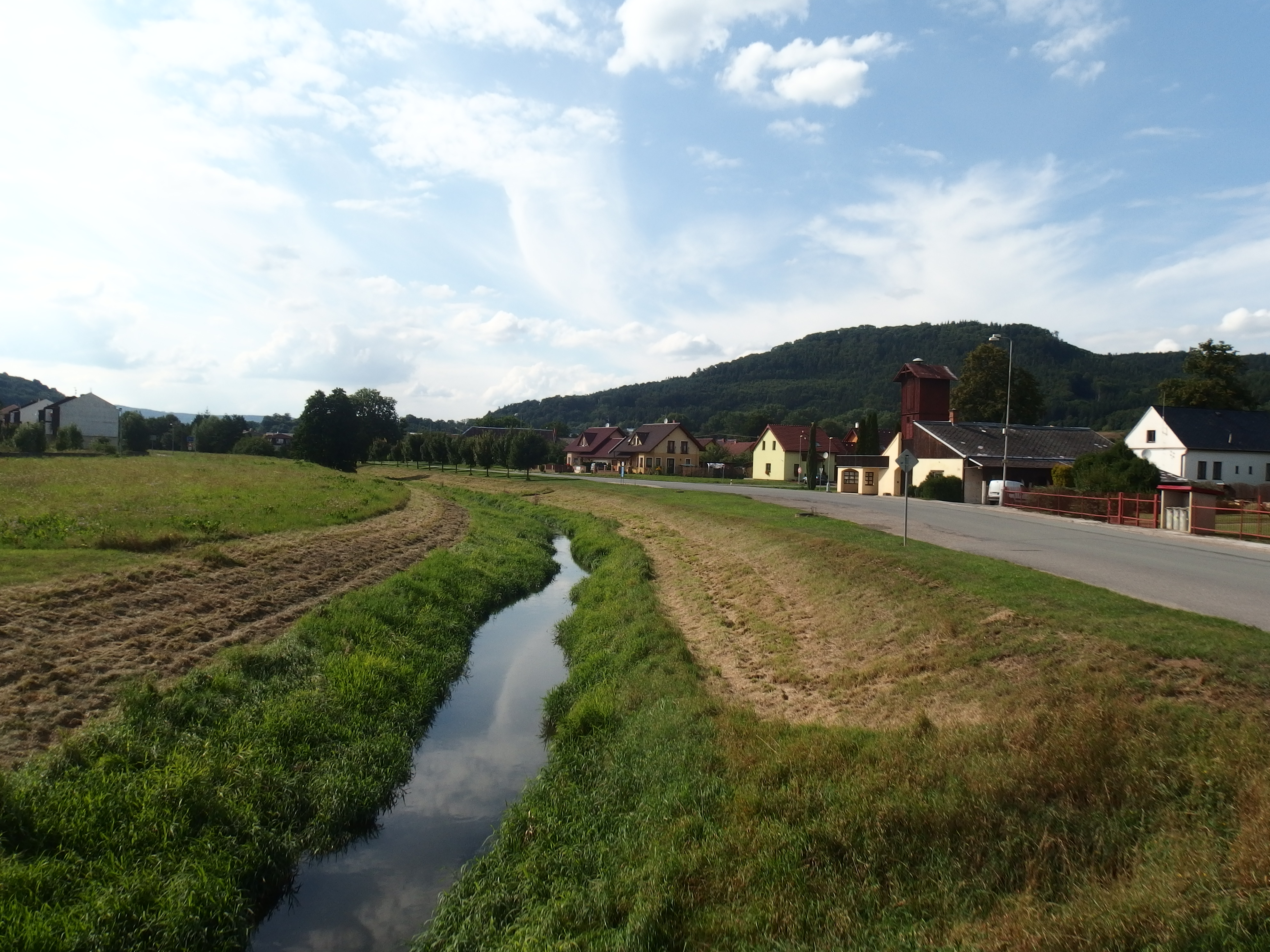
Ulice kolem říčky Třebůvky
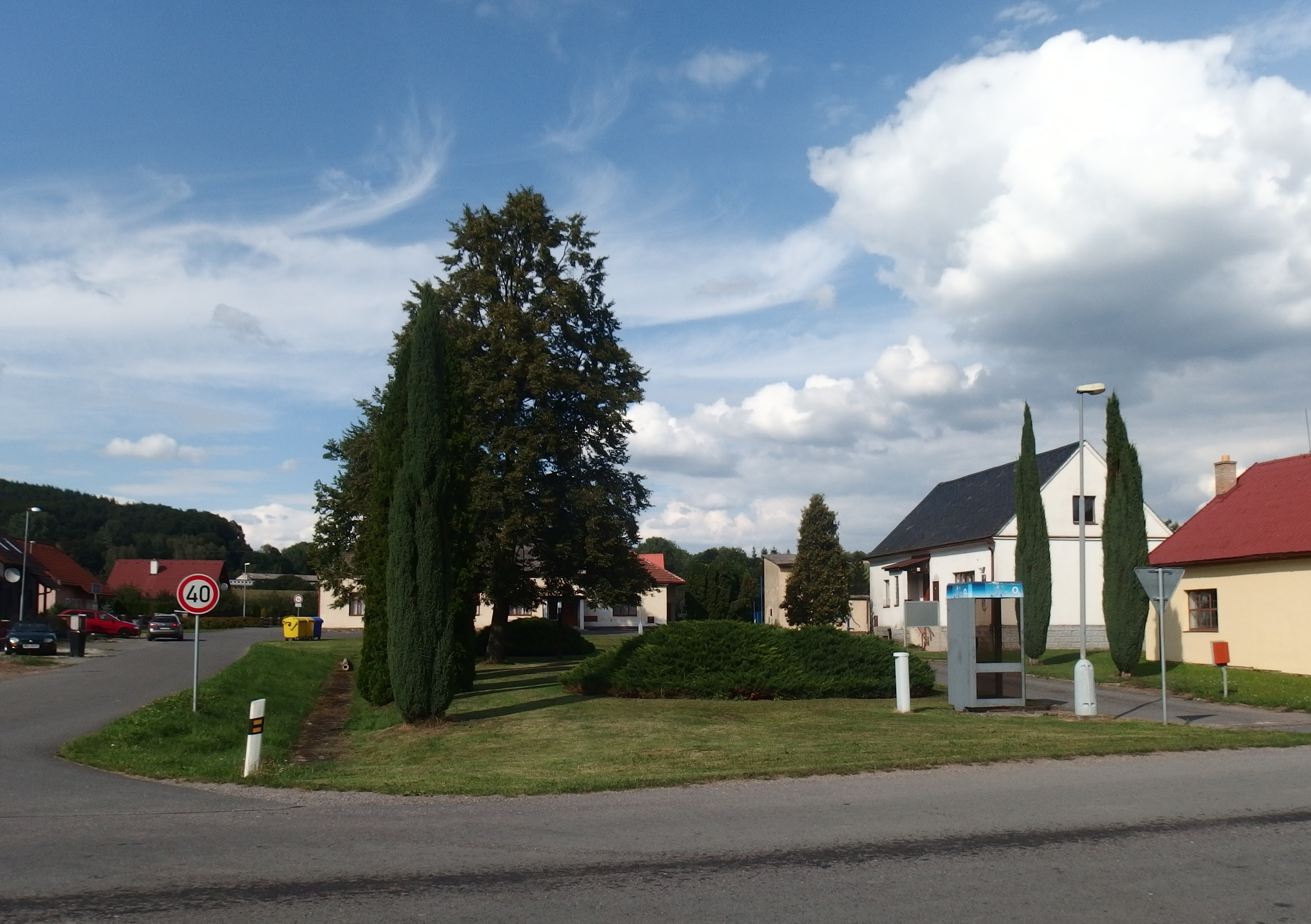
Náves s obecním úřadem
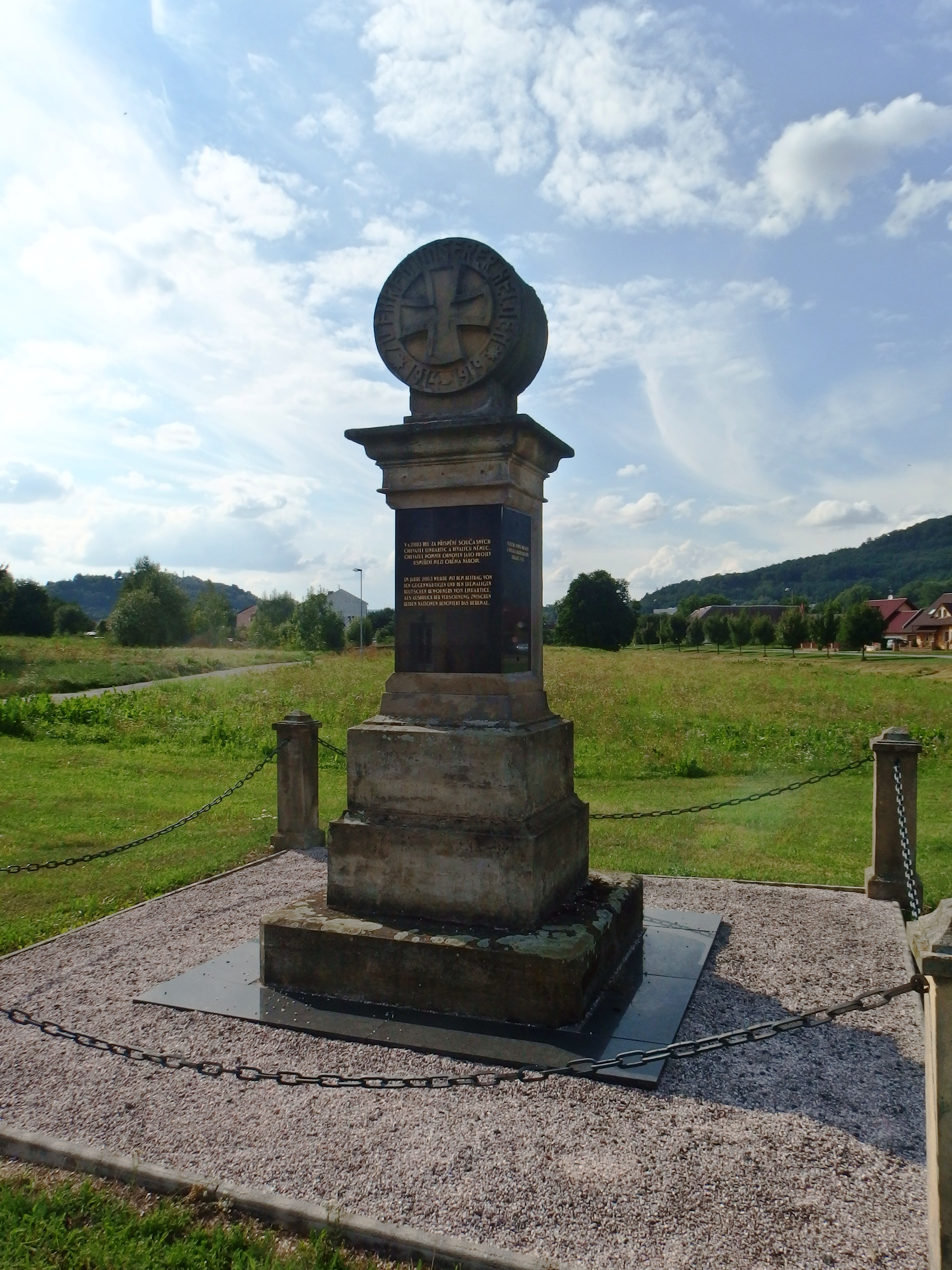
Pomník obětem první světové války postavený za přispění vysídlených německých obyvatel
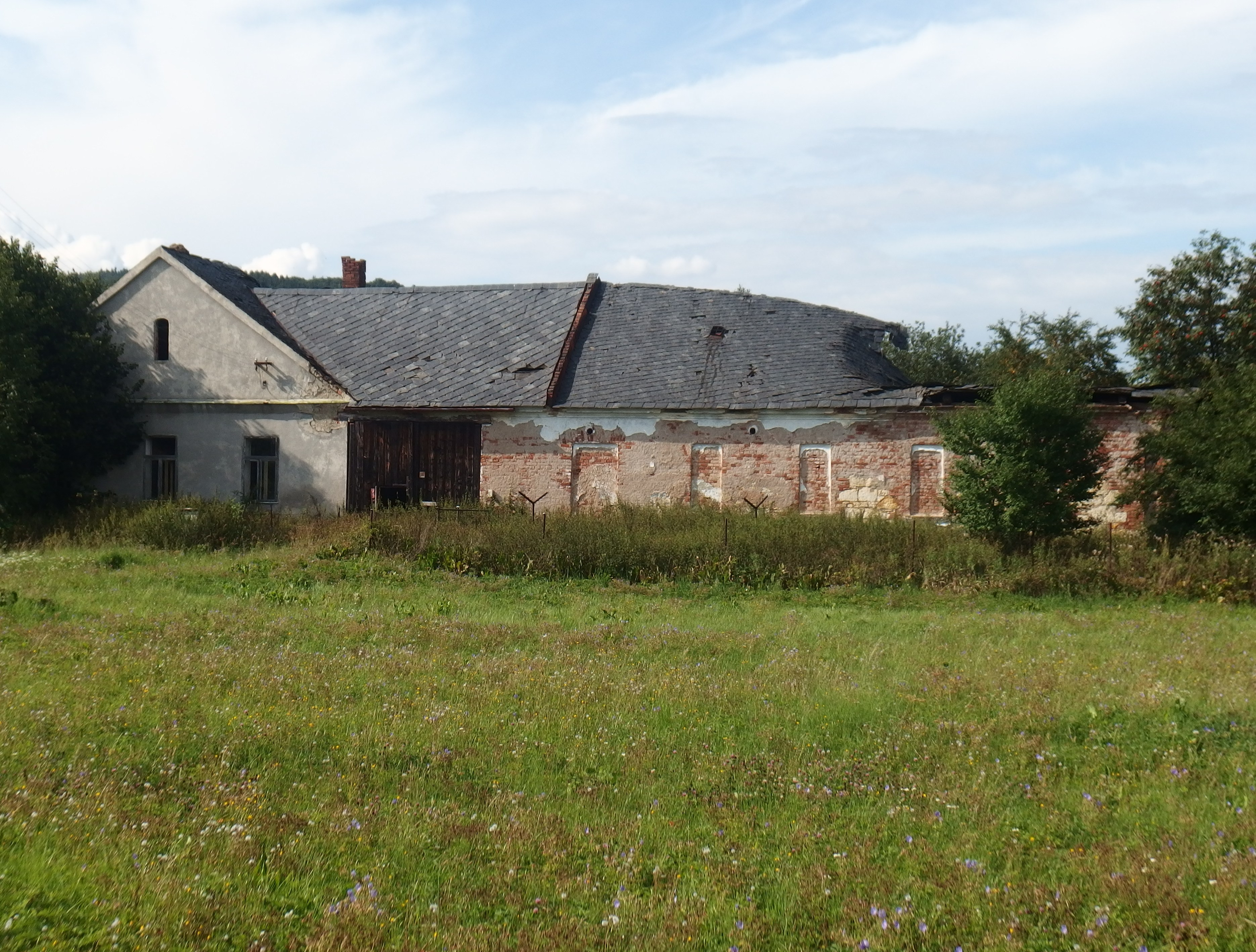
Jeden z opuštěných chátrajících domů